# 青山敏彦
青山 敏彦（あおやま としひこ、1936年8月5日 - ）は、三重県出身のラジオ体操指導者、元日本体育大学教授。NHKテレビ・ラジオ体操指導者を28年間務め、全国ラジオ体操連盟理事長を経て、現在は同連盟の名誉会長を務める。

## 経歴
三重県四日市市生まれ。
1959年に日本体育大学体育学部を卒業し、同大学の助手に就任。1960年から2年間、デンマークのオレロップ国民高等体操学校（現：オレロップ体育アカデミー）へ留学。1981年より日本体育大学の教授職となり、1991年に退職するまで32年間教職を務めた。
1971年、NHKテレビ・ラジオ体操指導者に就任。1999年まで28年間務め、同年開始のNHK『みんなの体操』検討委員会の一員として考案、発表に携わる。また、日本体育大学退職後の1991年から2006年までの15年間は、国際協力機構青年海外協力隊体育・スポーツ技術顧問を務め、中南米を中心にラジオ体操普及活動に尽力した。
NPO法人全国ラジオ体操連盟の副理事長を務めていた2004年には、タニタが表彰を始めた第1回タニタ健康大賞を、ラジオ体操の代表者として贈呈を受けた。2013年に同連盟の指導委員に、2015年に同連盟の理事長に就任。
齢80を超えても、全国ラジオ体操連盟の理事長として早朝から各地でラジオ体操普及の先頭に立った。青山はラジオ体操について、ダイエット目的などの即効性はないものの、全身の筋肉をくまなく使うことが習慣化され、準備運動として優れていると語る。更に身体的な効果とは別に、地域コミュニティの再構築にも役立つ点に注目している。
2020年からは全国ラジオ体操連盟の名誉会長。また、NHKラジオ・テレビ体操アドバイザーも務める。

## 著書
- 健康法図解百科（1981年7月、蝸牛社） - 長谷川利治との共同監修
- 体操再発見 21世紀:ラジオ体操・みんなの体操（2001年7月、善本社、ISBN 4793904084）
- ラジオ体操でみんな元気!（汐文社） - 監修
  1. ラジオ体操第1（2011年10月、ISBN 978-4811388229）
  2. ラジオ体操第2（2011年11月、ISBN 978-4811388236）
  3. みんなの体操（2012年1月、ISBN 978-4811388243）
- 一生動けるカラダをつくる! 最高のラジオ体操（2019年7月、朝日新聞出版、ISBN 978-4023332447）
- 誰にでも最大限の効果を! 正しいラジオ体操（2020年10月、NHK出版、ISBN 978-4148272925） - 藤元直美との共著